# Edward Kobyliński
Prus Edward Kobyliński, född 15 januari 1908 i Warszawa, död 7 september 1992 i Warszawa, var en polsk roddare.
Kobyliński blev olympisk bronsmedaljör i fyra med styrman vid sommarspelen 1932 i Los Angeles.